# Бюттікон
Бюттікон (нім. Büttikon) — громада  в Швейцарії в кантоні Ааргау, округ Бремгартен.

## Географія
Громада розташована на відстані близько 75 км на північний схід від Берна, 19 км на південний схід від Аарау.
Бюттікон має площу 2,8 км², з яких на 11% дозволяється будівництво (житлове та будівництво доріг), 55,7% використовуються в сільськогосподарських цілях, 32,6% зайнято лісами, 0,7% не є продуктивними (річки, льодовики або гори).

## Демографія
2019 року в громаді мешкало 975 осіб (+3,2% порівняно з 2010 роком), іноземців було 18,8%. Густота населення становила 346 осіб/км².
За віковим діапазоном населення розподілялося таким чином: 19,6% — особи молодші 20 років, 63,9% — особи у віці 20—64 років, 16,5% — особи у віці 65 років та старші. Було 408 помешкань (у середньому 2,4 особи в помешканні).
Із загальної кількості 217 працюючих 19 було зайнятих в первинному секторі, 75 — в обробній промисловості, 123 — в галузі послуг.